# ウスターソース
| リー・アンド・ペリンのウスターソース左は現在の製品、右は1900年当時の広告  |  | リー・アンド・ペリンのウスターソース左は現在の製品、右は1900年当時の広告 |
| リー・アンド・ペリンのウスターソース 左は現在の製品、右は1900年当時の広告 |  |                                                                          |

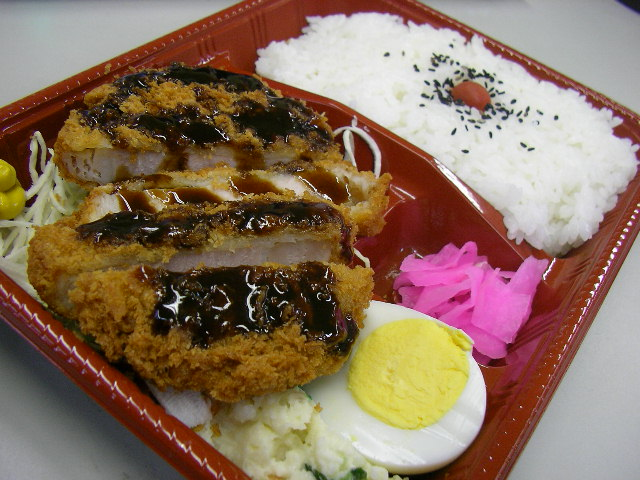
ソースが掛けられた「トンカツ弁当」。弁当には小分けのソースが添付されている事がある

ウスターソース（ウスターシャーソース/ウースターソース、英: Worcestershire sauce/Worcester sauce）は、野菜や果実などのジュース、ピュレなどに食塩、砂糖、酢、香辛料を加えて調整、熟成させた液体調味料。
日本農林規格（JAS）においては「ウスターソース類」として「野菜若しくは果実の搾汁、煮出汁、ピューレー又はこれらを濃縮したものに砂糖類（砂糖、糖蜜及び糖類）、食酢、食塩及び香辛料を加えて調製したもの」と定義づけており、粘度が0.2Pa・s未満のものを「ウスターソース」、0.2-2.0Pa・sのものを「中濃ソース」、2.0Pa・s以上のものを「濃厚ソース」と称している。日本語で単に「ソース」と言った場合は一般にウスターソース類全般のことを指し、「ウスターソース」と言えば狭義のウスターソース、つまりウスターソース類の中でも粘度の低い製品を指すことが多い。西日本は狭義のウスターソースと濃厚ソースを使い分ける傾向にあり、関東地方以北では中濃ソースが一般的であるなど、消費量には地域差がある。

## 歴史

### 前史
ルネサンス期、宮廷ではソース研究がされ、17世紀には、一般家庭でも独自のソースが作られるようになった。19世紀初頭にイギリスのウスターシャー州・ウスターの主婦が、食材の余りを調味料とともに入れ保存したままにしたところ、ソースができていた。このことがウスターソースの始まりとされている。

### リーペリン・ソースの誕生
1835年頃、ベンガル総督でウスターシャー出身のマーカス・ヒル卿（のちの第3代サンズ男爵）が、イギリスの植民地であったインドからインド・ソースの作り方を持ち帰り、薬剤師であった二人の人物（ジョン・ホイーリー・リーとウィリアム・ヘンリー・ペリンズ）に依頼して作らせたことがきっかけで商品化され、後に世界初のソースメーカーであるリー・アンド・ペリンが設立されたという説がある。リー・アンド・ペリン社によると二人の薬剤師は最初に出来上がった試作品を食することができないものとみなし、倉庫に放置したが、数年後に倉庫を片付ける際に再度試してみたところ長期発酵を経た試作品はまろやかで美味に変化していたという。
しかし、歴代サンズ男爵がベンガル総督を務めたことはなく、そもそもインドを訪れたことすらなかった。そのため、この説は歴史に裏づけられたものではない。

### 世界への普及と展開
現在では、リー・アンド・ペリンブランドのウスターソース（リーペリン・ソース）が、イギリスのみならず世界各国で広く使われているとともに、日本や東南アジアでは独自の製法が生み出されている。ただし、リーペリン・ソースはその製法が現在でも社外秘とされている。もっとも、無数のソースを生み出した料理大国であるフランス人は、ウスターソースを万能として使用するイギリス人を揶揄的に「百の宗教があるが、1つのソースしかない」と表現している。

## 利用法
イギリスのウスターソースは主原料に、モルトビネガーに漬け込んで発酵させたタマネギとニンニクの他、アンチョビ、タマリンドや多種のスパイスが使われているが、日本のウスターソースではアンチョビは使用されず、香辛料も辛味を抑えマイルドに仕上げられているものが多い（ただし、日本の製品でも一部には魚醤が使われ、その他魚介系原料がブレンドされているものも多数存在する）。イギリスでは、シチューやスープなどに数滴落として風味をつけるなど、料理の隠し味として使用されることが多いが、日本では揚げ物、お好み焼き、キャベツの千切りなどにたっぷりとかける。かつてはカレーライスにかける卓上調味料として定番であったほか、白飯にかけてソースライスとして食べる例もみられた。
こうなった理由は、以下に見るようにウスターソースが日本の醤油に似ていたことから西洋風の「新味醤油」などとして一般化したためと考えられている。日本ではその後、このウスターソースに派生する形で、とんかつソースや中濃ソースが考案され、広く普及するようになった。

## 日本のウスターソース類
日本農林規格（JAS）では「1.野菜若しくは果実の搾汁、煮出汁、ピューレー又はこれらを濃縮したものに砂糖類、食酢、食塩及び香辛料を加えて調製したもの、2. 1にでん粉、調味料等を加えて調製したもの」を「ウスターソース類」と定義する。ウスターソース類は粘度により、ウスターソース、中濃ソース、濃厚ソースに区分される。
調味料としての消費量は大きく、主に飲食店や家庭で使用され、調理時のほか醤油差し（ソース差し）で食卓上に並べられていることも多い。関西圏を中心とする西日本の家庭や大衆食堂では、単に「ソース」と言えばウスターソースのことを指すほど定着した調味料となっている。醤油とソースが似たような容器に入れて並べられていることも珍しくなく、醤油と同程度の調味料として考えられていることが窺える。

### 歴史
日本にウスターソース類が登場したのは、19世紀末の明治時代である。ヤマサ醤油の7代目濱口儀兵衛（梧陵）は米国遊学時代にソース製造に着目し、その遺志を継いだ高島小金治と8代目儀兵衛が1885年（明治18年）に「ミカドソース」を発売、「新味醤油」として商標登録したが、当時の日本人の口には合わず1年ほどで製造は中止されたという。また、現存する最古のソースメーカーである神戸の阪神ソースは、創業者である安井敬七郎が1885年（明治18年）に当時の輸入されていたソースをベースに開発したとしている。安井敬七郎は当時、東京の丸善に勤めており、丸善ではウスターソースを輸入していた。安井敬七郎は1889年（明治22年）以前に販売開始された鳩ソースの開発に関わり発明人として名を残している。この鳩ソースは茨城の鳩崎醤油の関口八兵衛が製造したもので、1889年（明治22年）の時点で北は宮城から西は大阪まで販売地域は10県以上にまたがっており、丸善の他、洋食店や唐物屋など全国的に販売されていた。さらに、1890年の第三回内国勧業博覧会、1900年のパリの万国博覧会、1903年の第五回内国勧業博覧会まで長きにわたり人気を博しており、日本で初めて成功した国産ウスターソースとなった。安井敬七郎はこの後神戸へ移り「日の出ソース」の開発・販売をするのである。
鳩ソースで人気が出た国産ウスターソースだが、1894年には大阪で「三ツ矢ソース」が発売され、「洋式醤油（洋醤）」と呼ばれ人気を博す。これを追うように1896年には「イカリソース」（大阪）、1897年「矢車ソース」（東京）、1898年「白玉ソース」（大阪）、1900年「日の出ソース」（神戸）と次々に市場に出回るようになった。1905年には東京で「犬首印ソース」（現ブルドックソース）が、1908年には中部地方で「カゴメソース」が生まれ、明治後期には全国的にソース製造業が勃興した。これら初期のソースは、現在の狭義のウスターソース、つまり粘度の低い（さらっとした）ソースのみであった。
粘度の高いとんかつソース（濃厚ソース）は、終戦直後の1948年に神戸の道満調味料研究所（現：オリバーソース）によって発明された。また、中濃ソースは1964年にキッコーマンから発売されたものが最初である。この頃から、日本の家庭の食卓が洋風化したことにより、消費量が拡大し、多くの家庭に常備されるようになった（東日本では中濃ソースが、西日本ではとんかつソースとウスターソースの併用が普及した）。家庭だけでなく、大衆食堂では、醤油とともに食卓上に常備されていることが多い。

### 特徴
イギリスの元祖ウスターソースは、モルトビネガー等の食酢およびアンチョビ、タマリンド、エシャロット、クローブ、タマネギ、ニンニク、香辛料、糖類、塩などを材料にしている。同様に日本のウスターソースも、ニンニク、トマト、リンゴなどの野菜・果実類に、魚介エキス、糖類、食酢、食塩、香辛料、でん粉、カラメルなどを加えて作る。両者は外観・風味ともによく似ているが、日本のもののほうがやや甘みが強く、辛みや酸味が控えめである。
ウスターソース類はJAS規格上、粘度の違いにより以下のように分類される。
| 種類           | 粘度                        | 特徴                                                             |
| -------------- | --------------------------- | ---------------------------------------------------------------- |
| ウスターソース | 0.2 Pa・s未満               | 最もさらっとしている                                             |
| 中濃ソース     | 0.2 Pa・s以上 2.0 Pa・s未満 | ややとろみがある                                                 |
| 濃厚ソース     | 2.0 Pa・s以上               | 一般的に「とんかつソース」。でん粉を加えて粘度を高めることが多い |

「ウスターソース」は、野菜や果実の繊維質が少ないため、さらりとした口当たりとほどよい辛さが特徴である。揚げ物、炒め物などや料理の隠し味として使用する。「中濃ソース」は、ウスターと濃厚の中間にあたるソースである。繊維質はやや少なめで、ほどよい口当たりと甘味が特徴である。揚げ物、料理の隠し味として使用する。「とんかつソース（別名：濃厚ソース）」は、果実を多く使用し、繊維質も多く含まれ、とろりとしたソフトな口当たりである。とんかつなど揚げ物のほか、お好み焼きやハンバーグなどに使用する。また、とんかつソース（他に各種材料を配合して用途をフライ専用に特化している）以外にも、お好みソース、やきそばソース、たこやきソース、どろソースなど、ウスターソースから派生し、商品名に用途を冠し、粘度や風味を調整したソースもある。多くは濃厚ソースに属する。一部のやきそばソースには粉末タイプのものが存在し、チルド焼きそばの添付品に多く見られる。
なお、商品名にソースと付いていても、必ずしもウスターソース類に入るとは限らない。例えば、オタフクソースは業務用のソースカツ丼ソース、焼きうどんソースなども製造しているが、これらは醤油などを加えた合わせ調味料であって、ウスターソース類には当てはまらない。

### 地域性
調味料は、地域や個人により好みが分かれており、なかなか統一的ではない。ウスターソース類についても同様で、メーカーやタイプ（濃度や風味など）も、地域ごとに受け入れられ方が異なるため、各地域でメジャーに思われている商品のタイプやブランドも異なっている。
ソースメーカーは関東と西日本に集中しており、北日本および日本海側の地域にはほとんど存在しない。全国区に近いブランドは名古屋のカゴメ、東京のブルドック、広島のオタフク程度である。ただしカゴメの知名度の高さはトマトケチャップなどソース以外の事業に依る部分も多く、また関東以北では圧倒的シェアを持つブルドックも西日本では知名度が低い。これは、日本酒における地酒のような「地ソース」とも言える中小メーカーが西日本には多数存在し、それぞれの地域の味として根を下ろし地域ごとに一定のシェアを占めているという事情による。オタフクも元々はそういったメーカーの一つであったが、広島名物の「お好み焼き」用に特化した商品で知名度を高め、大手の一角へと成長し現在に至る。
関東地方以北では中濃ソースが専ら好まれ、近畿地方以西ではウスターソースととんかつソース（またはお好み焼きソースなど）を分けて使うことが好まれる。これは濃厚ソースがお好み焼きやたこ焼きに必須であること、さらには中濃ソースの存在そのものが近年までほとんど一般に知られていなかったという事情にも由来するもので、近畿地方に本部があるメーカーが中濃ソースを販売するようになった現在においても、この傾向はあまり変化していない。一方近畿地方以西ではウスターソース、お好みソース、とんかつソース、たこ焼きソース、焼きそばソースと多数のソースを使い分けることも珍しくなく、メーカーも用途別のソースを販売している。
中京圏では、こいくちソースと呼ばれる独特のソースが好まれている。名古屋では、古くより八丁味噌や溜り醤油のように、味の濃いものが好まれる傾向がある。そのためソースにおいても、ウスターソースをより濃くした「こいくちソース」が開発・販売されるようになった。愛知県に本社を置く食品会社のカゴメやコーミなどから販売されている。
戦後長らくアメリカ軍の施政下におかれた沖縄県においては、国産ソースはあまり普及せず、酸味が強くアメリカ人好みのA1ソースが今も多く使用されている。

## 中国のウスターソース
中国には、19世紀末から20世紀初頭にかけて香港や上海を通じて伝来し西洋料理店を中心に広まった。春巻や炸猪排、生煎饅頭、山竹牛肉球といった広東料理や上海料理で使われるようになった。1933年には、上海で泰康黄牌上海辣醤油と呼ばれる国産ウスターソースも生み出され、定番の調味料として用いられている。

## 主なソースメーカー

### 国内大手
- ブルドックソース（東京都中央区）
- ヱスビー食品（東京都中央区）
- 明治屋（東京都中央区）※リーペリンソースの輸入販売元
- キッコーマン（千葉県野田市 / 東京都港区）※子会社の日本デルモンテにより製造・販売
- ユニオンソース（栃木県日光市）※創業は東京都→オタフクソース傘下
- カゴメ（愛知県名古屋市中区 / 東京都中央区）
- コーミ（愛知県名古屋市東区）
- イカリソース（兵庫県西宮市 / 大阪府大阪市福島区）※ブルドックソース傘下
- オリバーソース（兵庫県神戸市中央区）
- オタフクソース（広島県広島市西区）

### 業務用・地ソース
- ふらの農業協同組合（北海道富良野市）
- 佐野食品工業所（江戸チドリソース）（東京都足立区）
- スズラン食品（東京都板橋区）
- トキハソース（東京都北区）
- 上星鈴木食品工業所（東京都葛飾区）
- 福南食品工業（東キリンソース）（東京都葛飾区）
- 白鷹ソース（東京都江東区）
- 山屋食品（ヤマヤソース）（東京都江東区）
- 八幡屋商店（ヤハタソース）（東京都江東区）
- 拓殖農産（サフランソース・プリンスソース）（東京都港区）
- ゴリラソース（東京都品川区）
- ポパイ食品工業（東京都品川区→茨城県筑西市）※ハチ公ソース（東京都渋谷区）の製造を受託
- ポールスタア（東京都東村山市）
- 竹田商店（辻ソース）（東京都東村山市）
- 高橋ソース（埼玉県本庄市）
- 丸越食品工業（リスボンソース）（埼玉県新座市）
- ツクバネ食品工業（千葉県松戸市）
- 若林（ヤマボシソース）（千葉県八潮市）
- 高島醸造（パピリオソース）（千葉県流山市）
- 正田醤油（群馬県館林市）
- 月星ソース（栃木県足利市）
- 日東産業（北陽千鳥ソース）（栃木県足利市）
- 早川食品（ミツハソース）（栃木県佐野市）
- 半久食品工業（マドロスソース）（栃木県佐野市）
- 大久保醤油店（フジホンソース）（茨城県坂東市）
- 山元醸造（富山県高岡市）
- 丸城清酢（福井県大野市）
- 鳥居食品（トリイソース）（静岡県浜松市中央区）
- 明治屋醬油（高嶺ソース）（静岡県浜松市浜北区）
- 鈴勝（ワサビ印ソース）（静岡県焼津市）
- 盛田（イチミツボシソース・ビクトンソース・カガヤソース）（愛知県名古屋市中区）※徳島県の旧加賀屋醤油のブランド
- サンキョーヒカリ（ヒカリソース）（愛知県名古屋市中村区）
- 川上酢店（マルキソース）（愛知県岡崎市）
- 豊田屋食品製造所（三葉旭ソース）（愛知県半田市）
- 日東醸造（オメガソース）（愛知県碧南市）
- 太陽食品工業（太陽ソース・日乃鳥ソース）（愛知県清須市）
- 山二造酢（七宝タカラソース）（三重県津市）※愛知県海部郡七宝町（現：あま市）のタカラ食品工業が製造・販売した『七宝タカラソース』を、同社が廃業したのに伴い、同社からレシピと商標権を受け継ぎ製造している。
- 日の出食品（アジロソース）（京都府京都市中京区）
- 蛇ノ目食品廣田徳七商店（ヒロタソース）（京都府京都市北区）
- ツバメ食品（京都府京都市南区）
- オジカソース工業（京都府京都市山科区）
- 廣田本店（蛇の目ソース）（京都府亀岡市）
- 大洋産業（パパヤソース）（京都府宇治市）
- ニシキ醤油（ニシキソース）（奈良県生駒郡斑鳩町）
- 大黒屋（大阪府大阪市福島区）
- 池下商店（ヒシ梅ソース）（大阪府大阪市西成区）
- 石見食品工業所（ヘルメスソース）（大阪府大阪市東住吉区）
- 金紋ソース本舗（大阪府大阪市旭区）
- 三晃食産（大阪府大阪市港区）
- 井谷食品工業（OKソース）（大阪府大阪市東住吉区）
- 星トンボ食産工業所（星トンボソース）（大阪府東大阪市）
- 星鶴醸造（ホシツルソース）（大阪府東大阪市）
- 小澤商店（マルトミソース）（大阪府東大阪市）
- ツヅミ食品（鼓ソース）（大阪府羽曳野市）
- 和泉食品（パロマソース・鷹輪ソース）（大阪府松原市）
- ハグルマ（羽車ソース・三ツ矢ソース）（和歌山県紀の川市）
- ハリマ食品（ワンダフルソース）（兵庫県尼崎市）
- ナニワ食産（フクスケソース・ソトヒメソース・トキワキンシソース）（兵庫県尼崎市）※倉敷鉱泉に製造委託
- 七星ソース（マルマソース）（兵庫県丹波篠山市）
- 阪神ソース（日ノ出ソース）（兵庫県神戸市東灘区）
- 神戸宝ソース食品（タカラソース）（兵庫県神戸市東灘区）
- 平山食品（プリンセスソース）（兵庫県神戸市灘区）
- 森彌食品（ブラザーソース）（兵庫県神戸市兵庫区）
- ばら食品（兵庫県神戸市長田区）
- ニッポンソース（兵庫県神戸市西区）
- 木戸食品（ドリームソース）（兵庫県明石市）
- 西海醤油（サクラソース）（兵庫県明石市）
- メイジョーソース（兵庫県揖保郡太子町）
- 今酢屋（三つ葉ソース）（兵庫県たつの市）
- 藤井ソース工場（タイメイソース）（岡山県岡山市南区）
- 豊島屋（タテソース）（岡山県倉敷市）
- 倉敷鉱泉（フクスケソース）（岡山県倉敷市）
- 神崎屋（ヨシノソース）（香川県高松市）
- 天真醤油（テンシンソース）（徳島県三好市）
- 光食品（ヒカリソース）（徳島県板野郡上板町）
- ケンシヨー食品（高知県高知市）
- サンフーズ（ミツワソース・ヒガシマルソース）（広島県広島市南区）
- センナリ（広島ぢゃけん）（広島県広島市安佐北区）
- 毛利醸造（カープソース）（広島県三次市）
- 中間醸造（テングソース）（広島県三原市）
- 勝俣商会（カギ印ソース）（山口県下関市）
- コックソース（福岡県福岡市中央区）
- ヒットソース（福岡県福岡市西区）
- ニビシ醤油（星ソース）（福岡県古賀市）
- 宮島醤油（佐賀県唐津市）
- チョーコー醤油（金蝶ソース）（長崎県長崎市）
- フンドーキン醤油（大分県大分市）
- 石川工業（リンゴ印ソース）（宮崎県宮崎市）
- 迫醸造店（デコーソース）（鹿児島県鹿児島市）
- 吉村醸造（タカラソース）（鹿児島県いちき串木野市）

### 海外メーカー
- リーペリン（イギリス）
- ヘンダーソンズ（イギリス）

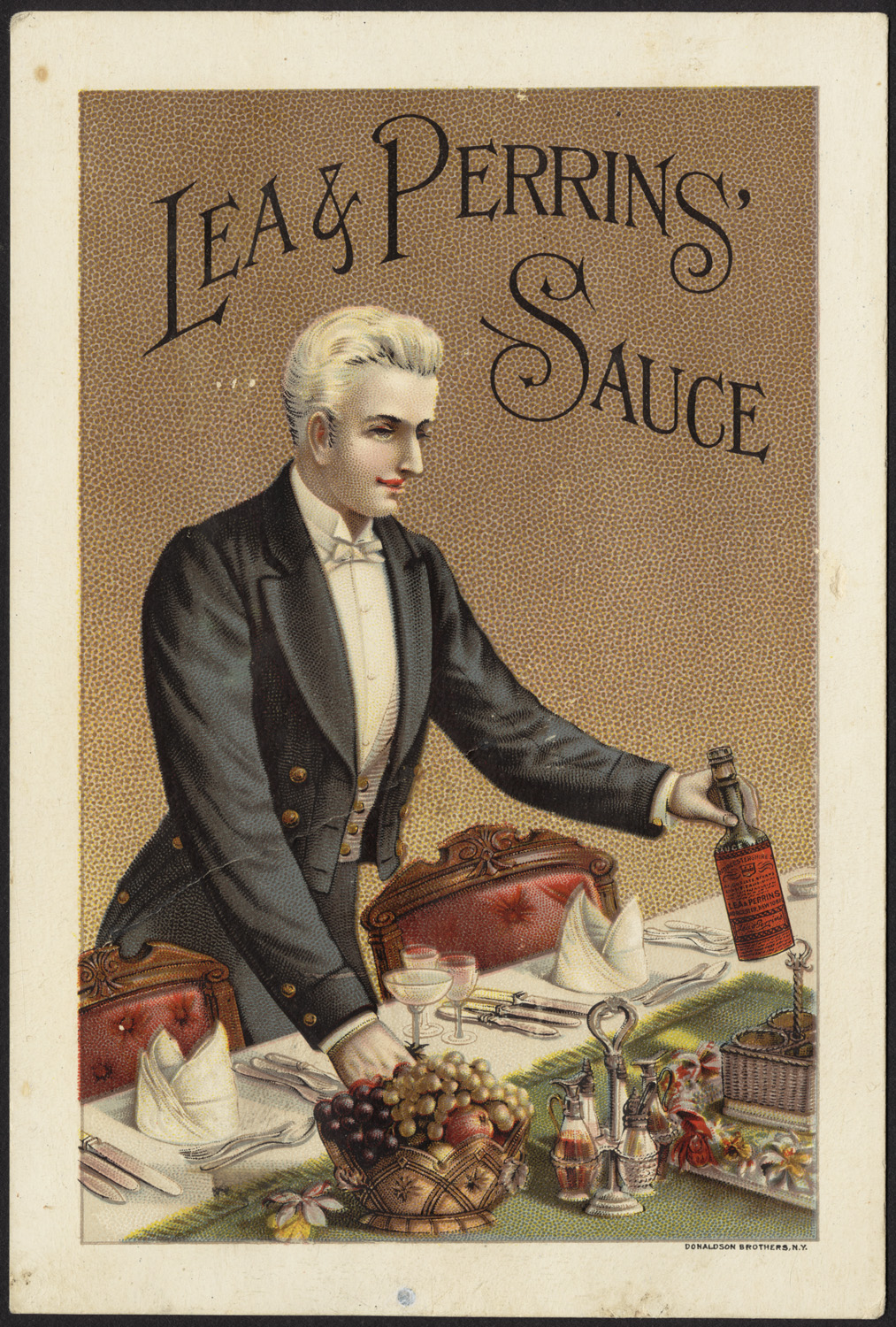
1870から1900頃のリーペリンの広告

- HPソース（オランダ）元々はイギリス製。現在はハインツ傘下のオランダ工場製
- A1ソース（イギリス）ハインツ傘下
- サーソンズ（イギリス）
- C&B（イギリス）
- コルマンズ（イギリス）
- フレンチ（アメリカ）
- ハインツ（アメリカ）
- クリスタル（アメリカ　バウマーフーズ社）
- アニーズ（アメリカ）
- マギー（スイス）
- ホルブルックス（オーストラリア）
- Gy-Nguang（タイ）
- 萬家香（台湾）
- 上海梅林泰康食品（中国）